# أحمد عبود باشا
أحمد عبود باشا (1889 ـ يناير 1964) هو اقتصادي ورجل أعمال مصري برز في فترة العشرينات والثلاثينيات من القرن العشرين.

## حياته
ولد أحمد عبود في القاهرة سنة 1889 وتلقى دراسته الابتدائية والثانوية في مدارسها، ثم سافر إلى بريطانيا لدراسة الهندسة بجامعة غلاسكو فحصل على شهادتها، ثم اتجه إلى الأعمال الحرة، واستعانت الحكومة العثمانية بخبراته فكلفته وزارة النافعة ببعض الأعمال الهندسية فأنجزها وحصل بذلك على النيشان العثماني الرابع، ثم مُنح رتبة البكوية الممتازة.
سافر أحمد عبود بعد ذلك إلى العراق، حيث شارك في مشروعات الري الكبرى مع السير ويليام ويلكوكس، ثم شارك في إنشاء سكة حديد بغداد عشية نشوب الحرب العالمية الأولى سنة 1914، كما شارك في إنشاء شبكات السكك الحديدية في فلسطين وسوريا، واختاره اللورد ألنبي بعد ذلك لإنشاء عدد من الجسور والدروب العسكرية في فلسطين، وبذلك أصبح من أكبر مقاولي الجيش الإنجليزي.
اتسعت بعد ذلك أعمال عبود باشا وتشعبت، فأنشأ عدة شركات صناعية في مصر وإنجلترا اضطلعت بإنشاء السفن والطرق والجسور، كما كان صاحب النصيب الأكبر في شركة الأمنيبوس العمومية بمصر وغيرها من الشركات الصناعية والهندسية، وقام بتمصير شركة البواخر الخديوية بعد أن امتلك معظم أسهمها، التي كانت قبل ذلك في أيدي الإنجليز، وكانت آنذاك من أقوى شركات الملاحة في مصر، بما تمتلكه من الأرصفة والأحواض الجافة في الإسكندرية والسويس، إلى جانب الورش التابعة لها، والتي كانت تعد مدرسة لتعليم الشبان المصريين فن إنشاء السفن.
حصل أحمد عبود على رتبة الباشوية من الملك فؤاد الأول سنة 1930.
تولى عبود باشا رئاسة النادي الأهلي لخمسة عشر عامًا، في الفترة من 19 فبراير 1946 إلى 19 ديسمبر 1961.